# Oberkotzau
Oberkotzau är en köping (Markt) i Landkreis Hof i Regierungsbezirk Oberfranken i förbundslandet Bayern i Tyskland.